# Richard Tandy
Richard Tandy, angleški glasbenik, * 26. marec 1948, Birmingham, Združeno kraljestvo, † 1. maj 2024. 
Tandy je bil angleški glasbenik, najbolj znan kot klaviaturist skupine Electric Light Orchestra (ELO). Njegove klaviature (Minimoog, Clavinet, Mellotron, klavir) so bile pomembna sestavina zvoka skupine, predvsem pri albumih A New World Record, Out of the Blue, Discovery in Time. 7. aprila 2017 je bil Tandy kot član ELO sprejet v Hram slavnih rokenrola.

## Življenje in kariera
Rodil se je 26. marca 1948 v Birminghamu, šolal pa se je na šoli Moseley School, kjer je prvič srečal kasnejšega sočlana skupine, Beva Bevana. Leta 1968 se je Tandy pridružil Bevanu pri skupini The Move, kjer je igral čembalo pri njihovem prvouvrščenem singlu "Blackberry Way", kasneje pa se je skupini pridružil na turnejah. Kmalu je klaviature zamenjal z bas kitaro, ker je siceršnji bas kitarist skupine, Trevor Burton imel poškodbo komolca. Po Burtonovi vrnitvi se je Tandy pridružil skupini The Uglys.

### Electric Light Orchestra
Leta 1972 je Tandyja klical Roy Wood, ki ga je povabil v skupino ELO. Tandy je tako postal bas kitarist prve zasedbe Electric Light Orchestra, ki je bila izvorno stranski projekt skupine The Move. Kmalu je postal klaviaturist skupine. 
Tandyjeve klaviature so bile pomemben člen zvoka ELO, vključevale pa so klavir, Minimoog, Clavinet, Oberheim, Wurlitzer, Mellotron, Yamaha CS-80, ARP 2600 in harmonij. Igral je tudi kitaro, na nekaterih albumih je naveden kot spremljevalni vokalist, vendar ni povsem jasno pri katerih skladbah je prispeval spremljevalne vokale. Tandy je bil sicer Lynnova desna roka v studiu, skupaj z Lynnom in Louisom Clarkom pa je aranžiral godala pri prvem konceptualnem albumu ELO, Eldorado.
Tandy je sodeloval pri vsakem albumu ELO, razen debitantskem albumu, The Electric Light Orchestra, ki so ga posneli Roy Wood, Jeff Lynne, Bev Bevan, Bill Hunt in Steve Woolam leta 1971, leto pred njegovim prihodom v skupino, in albumu Alone in the Universe, pri katerem je vse instrumente posnel Lynne. Leta 2012 se je Tandy ponovno pridružil Lynnu pri snemanju še enega projekta ELO, živem setu največjih hitov skupine, ki so bili posneti v domačem Lynnovem studiu Bungalow Palace. Leta 2013 sta se Tandy in Lynne ponovno združila in skupaj izvedla skladbi "Livin' Thing" in "Mr Blue Sky" na koncertu Children In Need Rocks. Tandy je prav tako kot član ELO sodeloval na nastopu na Festivalu In A Day, ki se je odvil septembra 2014.

### Ostali projekti
Leta 1985 je Tandy ustanovil skupino Tandy Morgan Band, ki sta jo sestavljala še Dave Morgan in Martin Smith, ki sta kot gostujoča glasbenika sodelovala z ELO. Skupina je istega leta izdala konceptualni album Earthrise. Leta 2011 je izšla remasterizirana verzija na zgoščenki pri založbi Rock Legacy. Naslednji album The BC Collection, je vseboval eno Tandyjevo skladbo, "Enola Sad".
Pri številnih glasbenih projektih je sodeloval s frontmanom ELO, Jeffom Lynnom, med drugimi pri soundtracku Electric Dreams, Lynnovem solo albumu Armchair Theatre in albumu Dava Edmundsa, Information, ki ga je produciral Lynne. Sodeloval je še z Georgem Harrisonom, Jimom Hornom, Tomom Pettyjem in skupino Traveling Wilburys. Tandyja lahko opazimo v videospotu "She's My Baby" skupine Traveling Wilburys, v katerem se pogovarja z Lynnom. Spomladi 1994 je Tandy našel sotekstopisko, 22-letno Rusinjo Nadino Stravonino. Skupaj sta napisala sedem skladb, zaradi nezainteresiranosti založb pa skladbe še niso bile objavljene. Kasneje sta izgubila stike.

## Oprema
Po menjavi bas kitare za klaviature, je Tandy na koncertih uporabljal predvsem Minimoog in Wurlitzer, občasno pa še klavir (izvedba "Roll Over Beethoven" v oddaji The Midnight Special), ki ga je sicer uporabljal večinoma v studiu. Kasneje je na koncertih uporabljal še več klaviatur, med njimi Hohner Clavinet, mellotron in različne sintetizatorje, več pa je začel uporabljati klavir. Od konca 70. let pa do začetka 80. let je uporabljal še sintetizatorje Yamaha CS80, ARP 2600, Polymoog, Micromoog in Oberheim. Pri skladbi "Kuiama" z albuma ELO 2, je Tandy igral harmonij.

## Zasebno življenje
Tandyjev prvi zakon je bil z žensko po imenu Carol "Cookie", prijateljico Clee Odzer, sedaj pa je poročen s Sheilo. Živel je v Birminghamu, Franciji, Los Angelesu trenutno pa živi v Walesu.
Umrl je 1. maja 2024.

## Izbrana diskografija

### Electric Light Orchestra
| - ELO 2 (1973) - On the Third Day (1973) - The Night the Light Went On in Long Beach (1974) - Eldorado (1974) - Face the Music (1975) - A New World Record (1976) - Out of the Blue (1977) - Discovery (1979) - Xanadu (1980) - Time (1981) - Secret Messages (1983) - Balance of Power (1986) - Live at Wembley '78 (1998) - Live at Winterland '76 (1998) - The BBC Sessions (1999) - Live at the BBC (1999) - Zoom (2001) - Electric Light Orchestra Live (2013) | - Kelly Groucutt: Kelly (1982) - Tandy Morgan Band: Earthrise (1985) - Jeff Lynne: Armchair Theatre (1990) - Jim Horn: Work It Out (1990) - Martin Smith: Bitter Sun After Dark (1990) - Tom Petty & the Heartbreakers: Into the Great Wide Open (1991) - Julianna Raye: Something Peculiar (1992) - Dave Morgan: All God's Blessings (1992) - Tandy Morgan Smith: The B.C. Collection (1992) |